# زایاچا
زایاچا (به صربی: Zajača) یک منطقهٔ مسکونی در صربستان است که در لوزنیسا واقع شده‌است. زایاچا ۶۹۳ نفر جمعیت دارد.